# Astacilla boreaphilis
Astacilla boreaphilis is een pissebed uit de familie Arcturidae. De wetenschappelijke naam van de soort is voor het eerst geldig gepubliceerd in 2006 door Stransky & Svavarsson.